# Remartinia rufipennis
Remartinia rufipennis är en trollsländeart som först beskrevs av Kennedy 1941.  Remartinia rufipennis ingår i släktet Remartinia och familjen mosaiktrollsländor. Inga underarter finns listade i Catalogue of Life.